# ELVIS
「ELVIS」は1968年12月3日午後9時にアメリカで放送されたテレビ番組。通称「68カムバック・スペシャル」。
全米での視聴率は42％
で過去1年間のNBCの番組で最高の視聴率であり季間の全番組中トップだった。
瞬間視聴率は70％を超え、他の資料では70.2％、72％とされている。
イギリスでは12月31日にBBC2で、日本では1970年1月3日にフジテレビで放送された。日本での視聴率は8パーセント。
エルヴィス・プレスリーにとっては1960年5月のThe Frank Sinatra Timex Show以来のTV出演で、1961年3月25日のハワイでの公演以来7年ぶりの観客を前にしてのショーだった。

## 解説
パーカー大佐はこのクリスマス・スペシャルの独占ネットワーク権と引き換えに映画の制作費を工面してもらうという契約をNBCと取り付け、1968年1月に番組を制作することが発表された。
当初パーカー大佐はエルヴィスにクリスマス・ソングだけを26曲ほど歌わせる番組にしようとしたが、
TV番組のプロデューサー兼ディレクターであるスティーヴ・ビンダーと、プロデューサー兼エンジニアのボーンズ・ハウはそれに反対し、最終的にクリスマスソングは1曲だけということに決まった。
製作期間中エルヴィスはNBCスタジオ4で生活し、リハーサル後に何時間にも及ぶジャムセッションが行われることもあり、それを見たスティーヴ・ビンダーはこれをステージ上で再現させ番組に取り入れることに決めパーカー大佐を説得し、エルヴィスはそれならスコティ・ムーアとD.J.フォンタナを呼びたいと言い2人がスタジオに呼ばれ1週間リハーサルを行った。
スコティ・ムーアやD.J.フォンタナと同じ初期の仲間であるビル・ブラックは65年10月21日に脳腫瘍のため39歳で死去していたため参加は不可能だった。
また、ジョーダネアーズにも出演の依頼がなされたがスケジュールの都合で出演は叶わなかった。
ある日、スティーヴはエルヴィスにサンセット大通りに出てみたらどんなことになるかやってみないかと提案し、
午後4時にスティーヴ・ビンダーとエルヴィス、エルヴィスの友人のジョー・エスポジートの3人でクラシック・キャット(トップレス・バー)の外に立ってみたが何の騒ぎも起きなかったという。
1968年6月20日からバーバンクのNBCスタジオで番組制作が開始され、6月27日にシットダウン・ショウ、27日から28日にかけてギターマン・プロダクション・ナンバー、29日にスタンドアップショウ、30日にオープニングとクロージング、ゴスペル・プロダクション・ナンバーの撮影が行われた。
スタンド・アップ・ショーではフルオーケストラと、フィル・スペクターのレコーディングで有名なレッキングクルーと呼ばれるセッションミュージシャン達が起用された。
エルヴィスはオーケストラをバックにして歌った経験がなかったため、もしも自分の満足しないサウンドだったらリズムセクションだけを残して撤収してもらうようにスティーヴ・ビンダーに言ったが、エルヴィスはオーケストラのサウンドを気に入り満足した。

番組の最後の曲はエルヴィスはフランキー・レインの「because」のカヴァーで締めくくりたいと考えており、パーカー大佐は「クリスマスは我が家で」がいいと言ったが、ボーンズ・ハウは時代に即していてインパクトのある曲であるべきだと強く主張し、アール・ブラウンに作曲を依頼しマーティン・ルーサー・キング・ジュニア牧師のI Have a Dreamへのアンサーソングとして作られた「明日への願い」がショーを締めくくることに決まった。
「明日への願い」のエルヴィスのヴォーカルトラックは2種類使われ1つはシングル用に、撮影があった週の後日に録音したもう1つのテイクが番組とサウンドトラックで使われた。

エルヴィスはショーの試写を4度も繰り返し見て、スティーヴ・ビンダーに「自分で良いと思わない歌は歌わないし、良いと思わない映画には2度と出たくない」と言った。
1969年に再放送された際には季節が違うということで「ブルー・クリスマス」が外され「タイガー・マン」に差し替えられて放送された。
作家で文化評論家のグリル･マーカスは1975年の自著の「ミステリー・トレイン」の中で’68カムバック・スペシャルのサウンドトラックについて次のように述べている。
「彼の音楽の歴史上最高の作品だ。もし血を流す音楽があるとするなら間違いなくそれはこの作品のことである」。

## 1968年12月3日放映セット・リスト
- トラブル / ギター・マン - Trouble / Guitar Man
- ローディ・ミス・クローディ - Lawdy Miss Clawdy
- ベイビー・ホワット・ユー・ウォント・ミー・トゥ・ドゥ - Baby What You Want Me to Do
- トーク - Something wrong with my lip. / He's gotta be crazy.
- ハートブレイク・ホテル / ハウンド・ドッグ / 恋にしびれて - Heartbreak Hotel / Hound Dog / All Shook Up
- 好きにならずにいられない - Can't Help Falling in Love
- 監獄ロック - Jailhouse Rock
- トーク - Can I borrow your little whatchacallit? / This leather suit is hot
- ラヴ・ミー・テンダー - Love Me Tender
- 今夜はひとりかい？ - Are You Lonesome Tonight?
- トーク - Rock & roll music is ...
- ゴスペル・プロダクション・ナンバー - Gospel Production Number

ホエア・クッド・アイ・ゴー・バット・トゥ・ザ・ロード / アップ・アバヴ・マイ・ヘッド / セイブド - Sometimes I Feel Like a Motherless Child / Where Could I go But To The Lord / Up Above My Head / Saved
- ベイビー・ホワット・ユー・ウォント・ミー・トゥ・ドゥ - Baby, What You Want Me To Do
- ブルー・クリスマス - Blue Christmas
- ワン・ナイト - One Night
- メモリーズ - Memories
- ギター・マン・プロダクション・ナンバー - Guitar Man Production Number

ナッシングヴィル / ビッグ・ボス・マン / ギター・マン / リトル・エジプト / トラブル / ギター・マン - Nothingville / Guitar Man / Big Boss Man / Guitar Man / Little Egypt / Trouble / Guitar Man
- 明日への願い - If I Can Dream

## 1968年6月27日シットダウン・ショー セット・リスト
ファースト・シットダウン・ショー PM6:00
- ザッツ・オール・ライト - That's All Right
- ハートブレイク・ホテル - Heartbreak Hotel
- ラヴ・ミー - Love Me
- ベイビー・ホワット・ユー・ウォント・ミー・トゥ・ドゥ - Baby What You Want Me To Do
- ブルー・スエード・シューズ - Blue Suede Shoes
- ベイビー・ホワット・ユー・ウォント・ミー・トゥ・ドゥ - Baby What You Want Me To Do
- ローディ・ミス・クローディ - Lawdy Miss Clawdy
- 今夜はひとりかい？ - Are You Lonesome Tonight?
- ブルー・ムーンがまた輝けば - When My Blue Moon Turns To Gold Again
- ブルー・クリスマス - Blue Christmas
- お前が欲しくて - Trying To Get To You
- ワン・ナイト - One Night
- ベイビー・ホワット・ユー・ウォント・ミー・トゥ・ドゥ - Baby What You Want Me To Do
- ワン・ナイト - One Night
- メモリーズ - Memories

セカンド・シットダウン・ショー PM8:00
- ハートブレイク・ホテル - Heartbreak Hotel
- ベイビー・ホワット・ユー・ウォント・ミー・トゥ・ドゥ - Baby What You Want Me To Do
- ザッツ・オール・ライト - That's All Right
- 今夜はひとりかい？ - Are You Lonesome Tonight?
- ベイビー・ホワット・ユー・ウォント・ミー・トゥ・ドゥ - Baby What You Want Me To Do
- ブルー・スエード・シューズ - Blue Suede Shoes
- ワン・ナイト - One Night
- ラヴ・ミー - Love Me
- お前が欲しくて - Trying To Get To You
- ローディ・ミス・クローディ - Lawdy Miss Clawdy
- サンタが町に来る - Santa Claus Is Back In Town
- ブルー・クリスマス - Blue Christmas
- タイガー・マン - Tiger Man
- ブルー・ムーンがまた輝けば - When My Blue Moon Turns To Gold Again
- メモリーズ - Memories

シット・ダウンショー参加ミュージシャン
- エルヴィス・プレスリー - Elvis Presley - ヴォーカル、エレキギター、アコースティックギター
  - ファースト・シット・ダウン・ショーでは3曲目の「ラヴ・ミー」の後、セカンド・シットダウン・ショーでは「今夜はひとりかい？」の後にスコティのエレキギターと交換している。
- スコティ・ムーア - Scotty Moore - エレキギター、アコースティックギター
- D. J.フォンタナ - D. J. Fontana - ドラムの代わりにギターケースをスティックで叩いていた
- アラン・フォータス - Alan Fortas - guitar back-slapping, occasional vocals

- チャーリー・ホッジ - Charlie Hodge - アコースティックギター、コーラス

- ランス・ルゴー - Lance LeGault - guitar back-slapping、タンバリン

この他にカメラにもマイクにも収録されなかったが、チャック・バーゴファーというベーシストがいた。

## 1968年6月29日スタンドアップ・ショー セット・リスト
ファースト・スタンドアップ・ショー PM6:00
- ハートブレイク・ホテル - Heartbreak Hotel
- ハウンド・ドッグ - Hound Dog
- 恋にしびれて - All Shook Up
- 好きにならずにいられない - Can't Help Falling In Love
- 監獄ロック - Jailhouse Rock
- 冷たくしないで - Don't Be Cruel
- ブルー・スエード・シューズ - Blue Suede Shoes
- ラヴ・ミー・テンダー - Love Me Tender
- トラブル / ギター・マン - Trouble / Guitar Man
- ベイビー・ホワット・ユー・ウォント・ミー・トゥ・ドゥ - Baby What You Want Me To Do
- 明日への願い - If I Can Dream

セカンド・スタンドアップ・ショー PM8:00
- ハートブレイク・ホテル - Heartbreak Hotel
- ハウンド・ドッグ - Hound Dog
- 恋にしびれて - All Shook Up
- 好きにならずにいられない - Can't Help Falling In Love
- 監獄ロック - Jailhouse Rock
- 冷たくしないで - Don't Be Cruel
- ブルー・スエード・シューズ - Blue Suede Shoes
- ラヴ・ミー・テンダー - Love Me Tender
- トラブル / ギター・マン - Trouble / Guitar Man
- トラブル / ギター・マン - Trouble / Guitar Man
- 明日への願い - If I Can Dream

「明日への願い」はどちらもリップシンクパフォーマンス。

## サウンドトラック
- エルヴィスNBC TVスペシャル - Elvis NBC-TV Special(1968年)

TV放映された曲の内「今夜はひとりかい？」は未収録で、「メモリーズ」のみTV放映後にヴォーカルを録音し直している。
- タイガーマン～NBC・ライヴ 1968 - Tiger Man(1998年)

セカンド・シット・ダウン・ショーを収録。
- メモリーズ～'68カムバック・スペシャル - Memories: The '68 Comeback Special(1998年)

2枚組。ディスク1にスタンドアップショウとスタジオ録音から15曲。ディスク2にリハーサル3曲とファースト・シット・ダウン・ショーを収録している。
- 68カムバック・スペシャル・ボックス 40周年記念エディション - The Complete ’68 Comeback Special: 40th Anniversary Edition(2008年)

68カムバック・スペシャル用に録音された全曲を網羅した完全版4枚組。ディスク1は1968年のオリジナル・サウンド・トラックの収録曲に加えて「イット・ハーツ・ミー」「レット・ユア・セルフ・ゴー」「リトル・レス・カンヴァセーション」とステレオ・ミックスの「メモリーズ」「明日への願い」を収録。
ディスク2はファースト・シット・ダウン・ショーと、ファースト・スタンド・アップ・ショーを収録。
ディスク3はセカンド・シット・ダウン・ショーと、セカンド・スタンド・アップ・ショーを収録。ディスク4には6月24日と25日のリハーサルを収録。